# Alexandru Deaconu
Alexandru Deaconu (Bukarest, 1972. március 3. –) román nemzetközi labdarúgó-játékvezető. Polgári foglalkozása üzletember.

## Pályafutása

### Nemzeti játékvezetés
Játékvezetésből Bukarestben vizsgázott. Vizsgáját követően a Bukaresti Labdarúgó-szövetség által felügyelt labdarúgó bajnokságokban kezdte sportszolgálatát. A Román Labdarúgó-szövetség (FRF) Játékvezető Bizottságának (JB) minősítésével 2000-től a Liga I játékvezetője. Küldési gyakorlat szerint rendszeres 4. bírói szolgálatot is végez. Liga I mérkőzéseinek száma: 89 (2007. július 27.–2012. december 18.).
| Időpont              | Helyszín                              | Mérkőzés típusa       | Mérkőzés                                  |
| -------------------- | ------------------------------------- | --------------------- | ----------------------------------------- |
| 2000. szeptember 11. | Marin Anastasovici Stadion, Gyurgyevó | első Liga I mérkőzése | FC Astra Giurgiu–FC Universitatea Craiova |

#### Nemzeti kupamérkőzések
Vezetett kupadöntők száma: 1.

##### Román labdarúgókupa
| Időpont         | Helyszín                             | Mérkőzés típusa | Mérkőzés                   | Eredmény | Nézők száma |
| --------------- | ------------------------------------ | --------------- | -------------------------- | -------- | ----------- |
| 2010. május 26. | Emil Alexandrescu Stadion, Jászvásár | döntő           | FC Vaslui–FC CFR 1907 Cluj | 0 – 0    | 11 000      |

A Román labdarúgó-szövetség JB terjesztette fel nemzetközi játékvezetőnek, a Nemzetközi Labdarúgó-szövetség (FIFA) 2005-től tartja nyilván bírói keretében. A FIFA JB központi nyelvei közül az angolt beszéli. Az UEFA JB besorolása szerint (visszaminősítéssel) 2012-től 2. kategóriás bíró. Több nemzetek közötti válogatott, valamint Intertotó-kupa, UEFA-kupa, Európa-liga és UEFA-bajnokok ligája klubmérkőzést vezetett, vagy működő társának 4. bíróként segített. A román nemzetközi játékvezetők rangsorában, a világbajnokság-Európa-bajnokság sorrendjében többedmagával a 16. helyet foglalja el 2 találkozó szolgálatával. Válogatott mérkőzéseinek száma: 5.

#### Labdarúgó-világbajnokság
A 2010-es labdarúgó-világbajnokságon a FIFA JB játékvezetőként alkalmazta. Selejtező mérkőzéseket az UEFA zónában vezetett.
| Időpont           | Helyszín                  | Mérkőzés típusa           | Mérkőzés      | Eredmény | Nézők száma |
| ----------------- | ------------------------- | ------------------------- | ------------- | -------- | ----------- |
| 2009. február 11. | Nemzeti Stadion, Ta’ Qali | előselejtező (1. csoport) | Málta–Albánia | 0 – 0    | 2041        |

#### Labdarúgó-Európa-bajnokság
A 2008-as labdarúgó-Európa-bajnokságon az UEFA JB játékvezetőként foglalkoztatta. 
| Időpont           | Helyszín                     | Mérkőzés típusa           | Mérkőzés                 | Eredmény | Nézők száma |
| ----------------- | ---------------------------- | ------------------------- | ------------------------ | -------- | ----------- |
| 2010. október 12. | Tofik Bahramov Stadion, Baku | előselejtező (A. csoport) | Azerbajdzsán–Törökország | 1 – 0    | 29 500      |

#### NB I-es mérkőzés
| Időpont           | Helyszín                           | Mérkőzés           | Eredmény | Nézők száma |
| ----------------- | ---------------------------------- | ------------------ | -------- | ----------- |
| 2007. április 28. | Oláh Gábor utcai stadion, Debrecen | Debrecen–Győri ETO | 3 – 0    | 7 300       |

## Díjak, elismerések
2008-ban Traian Băsescu az  Ordinul Meritul Sportiv elismerő címet adományozta részére.